# Risikofaktor (Sozialisation)
Als Risikofaktor bezeichnet man im Zusammenhang der Sozialisation Faktoren, die die gesunde Entwicklung eines Kindes gefährden. Viele solche Faktoren in der Kindheit oder Jugend können das Auftreten von psychischen Störungen begünstigen.

## Näheres
Die Auswirkungen der Risikofaktoren sind sowohl alters-, geschlechts- als auch situationsabhängig. Viele der Faktoren sind in der sozialen Umgebung vor allem aber in der Familie zu finden.
Risikofaktoren können zum Beispiel sein:
- Armut
- Psychische Erkrankung eines Elternteils oder beider Eltern
- Zugehörigkeit zu einer diskriminierten Minderheit wie zum Beispiel Afroamerikaner oder Hispanics
- Familiäre Disharmonie
- Alkohol- oder Drogenmissbrauch der Eltern
- Niedriges Bildungsniveau der Eltern
- Kriminalität der Eltern
- Häufig wechselnde Partnerschaft der Eltern
- Aufwachsen in Sozialen Brennpunkten oder Wohngegenden mit hohem Kriminalitätsanteil
- sehr junge Eltern
- Aufwachsen in einer Adoptiv- oder Pflegefamilie
- Herkunft aus einer kinderreichen Familie
- Geschwister mit einer Behinderung, Lern- oder Verhaltensstörung
- Vernachlässigender Erziehungsstil[4]

Ein einzelner Risikofaktor macht meist noch nichts aus. Wenn jedoch mehrere Risikofaktoren zusammen auftreten, so wird das Kind mit der Bewältigung überfordert. Erst dann zeigen sich negative Konsequenzen, die umso stärker sind, je mehr weitere Risikofaktoren dazu kommen. (siehe hierzu auch: multiple Deprivation)